# 苏霍多尔农村居民点
苏霍多尔农村居民点（俄语：Суходольское сельское поселение）是俄罗斯联邦伏尔加格勒州中阿赫图巴区所属的一个农村居民点。其下辖有6个居民点，行政中心为苏霍多尔。据2016年统计，该农村居民点的人口为1550人。